# Охман, Веслав
Ве́слав О́хман (пол. Wiesław Ochman; 6 февраля 1937, Варшава, Польша) — польский оперный певец (лирический тенор). Мастер бельканто.

## Биография
Окончил Академию им. Станислава Сташица (Краков). В 1963—1964 гг. пел в Кракове. С 1964—1970 гг. солист Театра Вельки (Варшава). Выступал также в Немецкой опере (Берлин), Оперном театре (Мюнхен), Оперном театре (Гамбург), Парижской опере, Метрополитен-опера (Нью-Йорк), Чикаго, Сан-Франциско, «Ла Скала» (Милан), Большом театре (Москва), с Венским филармоническим оркестром и Берлинским филармоническим оркестром и другими. Постоянный участник музыкальных фестивалей в Глайндборне (Великобритания), Зальцбурге (Австрия) и других. Является Послом доброй воли ЮНИСЕФ.

## Личная жизнь
В 1963 году женился на Кристине Охман.
Внук, Кристиан, представлял Польшу на «Евровидении-2022» и является победителем одиннадцатого сезона «The Voice of Poland».

## Оперные партии
- «Богема» Джакомо Пуччини — Рудольф
- «Тоска» Джакомо Пуччини — Марио Каварадосси
- «Евгений Онегин» Петра Чайковского — Ленский
- «Дон Жуан» Вольфганга Амадея Моцарта — Дон Оттавио

## Награды
- Орден Возрождения Польши
- Медаль «За заслуги в культуре Gloria Artis»
- Орден Улыбки
- Доктор honoris causa Музыкальной академии имени Игнация Падеревского (Познань)